# シースケーキ
シースケーキは、長崎市を中心に売られているショートケーキの一種である。シースクリームとも呼ぶ。

## 概要
日本において、ショートケーキには生クリームを用い、飾り付けに苺を載せたものが一般的だが、シースケーキには生クリーム以外にスポンジ生地の間にはさみ込むためにカスタードクリームを用いる。また生地も幾分しっとりしたカステラ風のもので、飾り付けには生クリームおよび缶詰入りのシロップ煮された黄桃とパイナップルが使われる。
昭和30年代初頭に、長崎市の洋菓子店「梅月堂」が当時の長崎では、なかなか手に入らなかった苺の代わりに入手が容易だった原材料を用いて発売したのが始まりとされ、その後長崎市内にある他の洋菓子店でも販売されるようになった。そのため長崎市では広く知られているものの、市周辺以外ではあまり一般的ではない。
シースケーキの「シース」とは英語で"sheath"、つまり刀の鞘（さや）を意味する。これは発売当初のシースケーキの形状と、その誤訳に由来している。発売当初のシースケーキはブッセ生地にカスタードクリームをはさみ、その上にトッピングを施したものだったため、その様子が豆の莢（さや）に似ていることから名付けられることになった。ところがこの際に本来なら"pod"（莢）という訳語を当てるべきところを誤って"sheath"（鞘）を当てそれが定着したとされている。2009年2月12日放送の『秘密のケンミンSHOW』では梅月堂関係者がこの事実に気付いたのが放送時からさかのぼって4年前、すなわち2005年頃と紹介された。